# Lofentanil
Lofentanilul este un analgezic opioid sintetic, analog de fentanil, utilizat ca anestezic general doar pentru uz veterinar, la animalele de talie mare. Este unul dintre cele mai potente opioide, fiind mai potent chiar în comparație cu carfentanil.